# 沙俄入侵東北
沙俄入侵東北又稱沙俄入侵東北之戰、东北军民抗击沙俄入侵之战，是八國聯軍之役期間，俄羅斯帝國以保護東省鐵路免遭义和团襲擊為由而對清朝東北發起的軍事行動。
俄羅斯帝國一方面參與八國聯軍之役，一方面派出十三万五千人，並由尼古拉二世担任总司令，陸軍大臣库罗巴特金为总参谋长，俄軍兵分五路，準備从呼伦贝尔、璦琿、拉哈苏苏、珲春、旅顺五个方向进攻。1900年六月十九日（農曆），俄羅斯帝國率先進攻璦琿，不久發生了庚子俄難。此後其他四路俄軍分別朝戰前部署的方向進攻。八月十三日（農曆），各路俄軍在铁岭會師。
10月1日（公曆），俄军占领沈阳。最終俄羅斯帝國完全佔領東北。俄军準備沿京沈铁路南下，与八国联军中的俄军会师。后因英、日等国军队先期占领山海关，使得俄國計劃被打亂。
11月8日（公曆），俄羅斯帝國與清朝盛京将军增祺签订了《奉天交地暂且章程》，要求清朝解散東北驻军，交出军火，拆毁一切军事设施，並规定清朝如在这里设立行政机构，要得到俄羅斯帝國的许可，俄军將驻守沈阳，並在當地設立俄國總管。
俄羅斯帝國進攻東北的同時，东北人民和义和团组成反俄武裝“忠义军”，該武裝人數一度发展到20万人，他們提出“御俄寇，复国土”的口号。
清朝不承认《奉天交地暂且章程》，命驻俄公使杨儒对俄交涉。俄羅斯帝國要求完全佔領东三省，而且要在内外蒙古和新疆修筑铁路、开发矿山。杨儒拒绝签字。俄羅斯帝國於是和其他國家一同與清朝签订《辛丑条约》时加倍向清朝索取赔款，总额为4.5亿两白银的赔款中俄羅斯帝國独得1.3亿两。俄羅斯帝國又害怕獨佔東三省引起列强干涉，於是於1902年4月和清朝簽署《中俄交收東三省條約》，俄羅斯帝國同意分三批撤退俄军。1903年4月，第二批撤兵日期將來臨時，俄军又提出新的撤兵条件。清廷拒绝新要求，於是俄军重新占领奉天等地。这就使俄羅斯帝國和日本在东三省的矛盾加剧。次年，兩國在清朝领土上爆发了日俄战争。  